# Hans Frisching

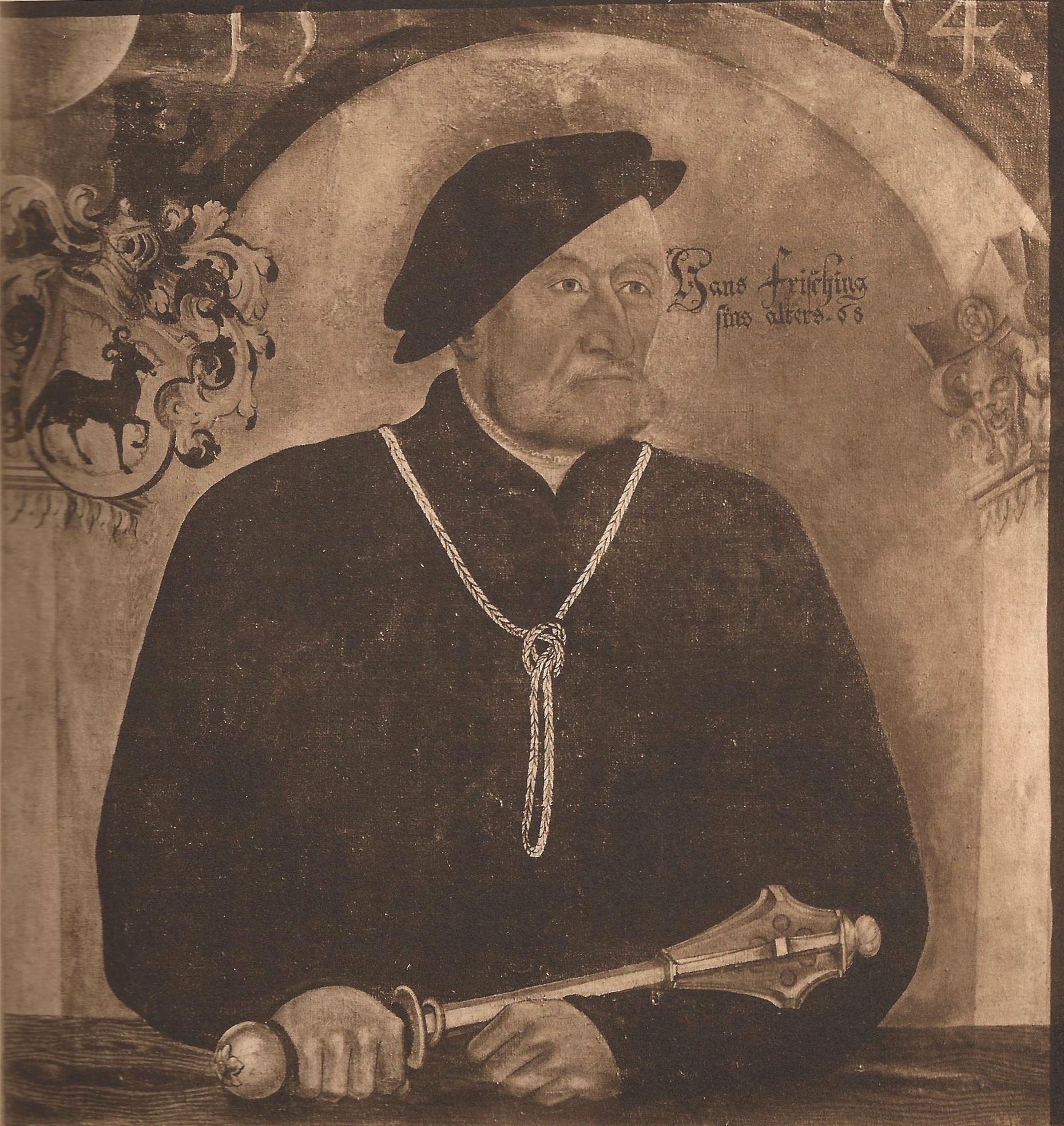
Anonym, Bildnis Hans Frisching (1554).

Hans Frisching (* 29. April 1486 in Erlach; † 22. März 1559 in Bern) war ein bernischer Condottiere und Magistrat.

## Leben
Geboren wurde Frisching als Sohn des Hans Frisching (I.) und der Anna Fränkli, Tochter des Seckelmeisters Hans Fränkli in Erlach. Frisching war der Schwager des Malers, Dichters und Staatsmannes Niklaus Manuel. Er machte eine Lehre als Metzger und nahm als erster seines Geschlechts Stubenrecht auf der Berner Gesellschaft zu Metzgern. 1518 wurde er wegen Totschlags zu einer Gefängnisstrafe verurteilt. Er erwarb daraufhin das Burgerrecht von Freiburg im Üechtland und blieb dort bis 1530. 
Nach den Oberländer Reformationsunruhen ersuchte er, um nach Bern zurückkehren zu können. 1529 erwarb er in Bern das ehemalige Sässhaus des Klosters Frienisberg, den unteren Teil des Frischinghauses. Nach zwei kinderlosen Ehen und der Geburt zweier unehelicher Söhne heiratete er 1533 Christina Zehender, Tochter des Marquard Zehender, die ihm 13 Kinder schenkte. 1535 gelangte er in den Grossen Rat, war 1536 Landvogt zu Moudon und gelangte 1542 in den Kleinen Rat. In Lausanne setzte er als Landvogt ab 1546 die Einführung der Reformation gewaltsam durch. 1554 erwarb er die Herrschaft Daillens.

## Militärische Karriere
Als Reisläufer diente er 1507 in der Kompanie seines Vaters in der Lombardei, 1510 in der Freischaar des Albrecht vom Stein, 1513 in der Schlacht bei Novara als Leutnant und 1521 in französischen Diensten in der Picardie. 1530 führte er einen Freischarenzug nach Genf an und im Zweiten Kappelerkrieg diente er als Hauptmann der Hellebardiere. 1536 nahm er an dem Zug in die Waadt teil.